# 張弁 (明朝)
張弁（1497年—？年），字尚儀，山西振武衛軍籍代州人。

## 生平
治《詩經》，嘉靖元年（1522年）山西鄉試第三十三名舉人，年二十七歲中式嘉靖二年（1523年）癸未科會試第三百三十名，第三甲第一百二十二名進士。授山東黄县知县，历官直隶大名府同知，十九年五月升陕西按察司佥事，二十三年正月以考察閑住。

## 家族
曾祖张贤。祖父张志弘。父张政。母高氏。具庆下。兄张京。